# Gilbert Sigrist
Gilbert Charles Sigrist (Belfort, 27 februari 1938 - Montbéliard, 2 mei 2020) was een Franse pianist, dirigent en componist. Sigrist is vooral bekend doordat hij Gilbert Bécaud, Charles Aznavour en Barbara heeft begeleid. Van 1964 tot 1978 was Gilbert Sigrist de pianist en dirigent van Gilbert Bécaud.
Laurent Sigrist, de zoon van Gilbert Sigrist, bevestigde hij was overleden in Montbéliard op 82-jarige leeftijd aan de gevolgen van kanker.